# High Roller: The Stu Ungar Story
High Roller: The Stu Ungar Story è un film biografico sulla vita del giocatore professionista di poker statunitense Stu "The Kid" Ungar.
Diretto da A. W. Vidmer e distribuito nel 2003 nelle sale cinematografiche, è noto al pubblico anche con il titolo Stuey. Nel film compaiono popolari sportivi e giocatori di poker, tra cui Vince Van Patten, Andy Glazer e Al Bernstein.

## Trama
La pellicola narra i momenti salienti della biografia di Stu Ungar, attraverso un unico lungo flashback, ambientato in una squallida stanza di motel dove il protagonista ben interpretato da Michael Imperioli (attore noto per la sua interpretazione di Christopher Moltisanti ne I Soprano), confida apertamente ad uno sconosciuto (Michael Pasternak) i suoi più intimi segreti nel suo ultimo giorno di vita.
Figlio di un bagarino e accanito scommettitore, Stu Ungar affronta i temi classici della vita quali il difficile periodo dell'adolescenza, i primi anni di lavoro, i problemi con alcool e droga, il diventare un giocatore di poker professionista, il matrimonio, la nascita di sua figlia e infine il divorzio.
Nel film sono stati nascosti volutamente numerosi elementi legati al poker, riprodotti fedelmente dalla realtà alle finzione cinematografica, come per esempio la scena della partita tra DJ (Joe LaDue) e Mario, in cui viene riproposta una celebre mano con 7 di picche e 2 di quadri giocata nella realtà da Jack Straus.
Per la terza volta campione al Main Event delle WSOP 1997 (dopo i successi nel 1980 e nel 1981, giusto un anno prima della sua prematura scomparsa, Ungar nel finale del film si incammina verso l'infinito, accompagnato da una strana figura che i più hanno interpretato come la Morte.

## Premi
- Nashville Film Festival: Audience Choice Award - Best Feature (2003)
- PRISM Awards Commendation (2004)
- San Diego Film Festival Festival Award - Best Director (2003)